# Glyptopimpla babai
Glyptopimpla babai là một loài tò vò trong họ Ichneumonidae.